# ونک (میسیسیپی)
ونک، میسیسیپی (به انگلیسی: Vance, Mississippi) یک منطقهٔ مسکونی در ایالات متحده آمریکا است که در ایالت میسیسیپی واقع شده‌است.

## خصوصیات
ونک ۴۶٫۹۴ متر بالاتر از سطح دریا واقع شده‌است.

## نگارخانه

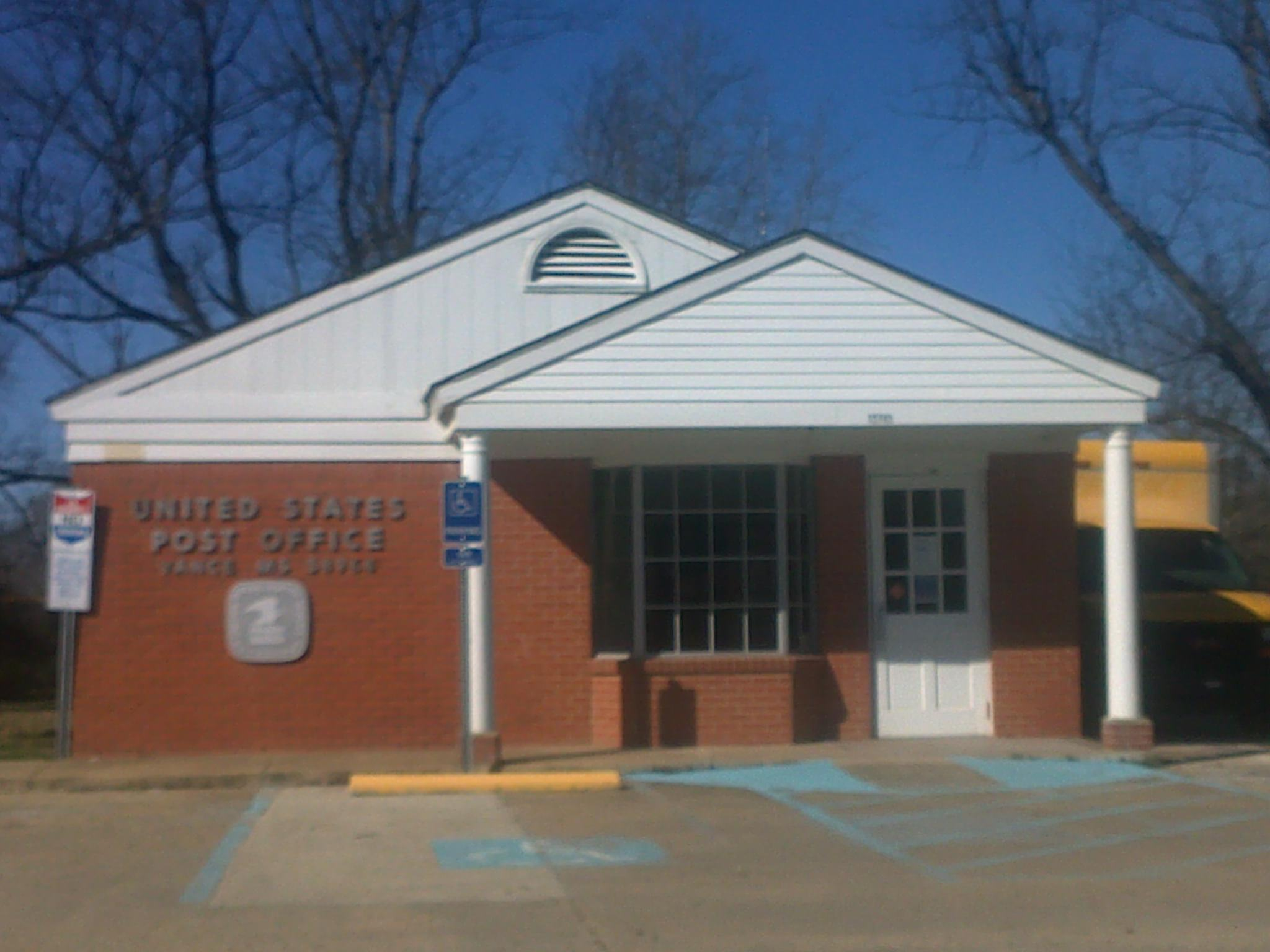
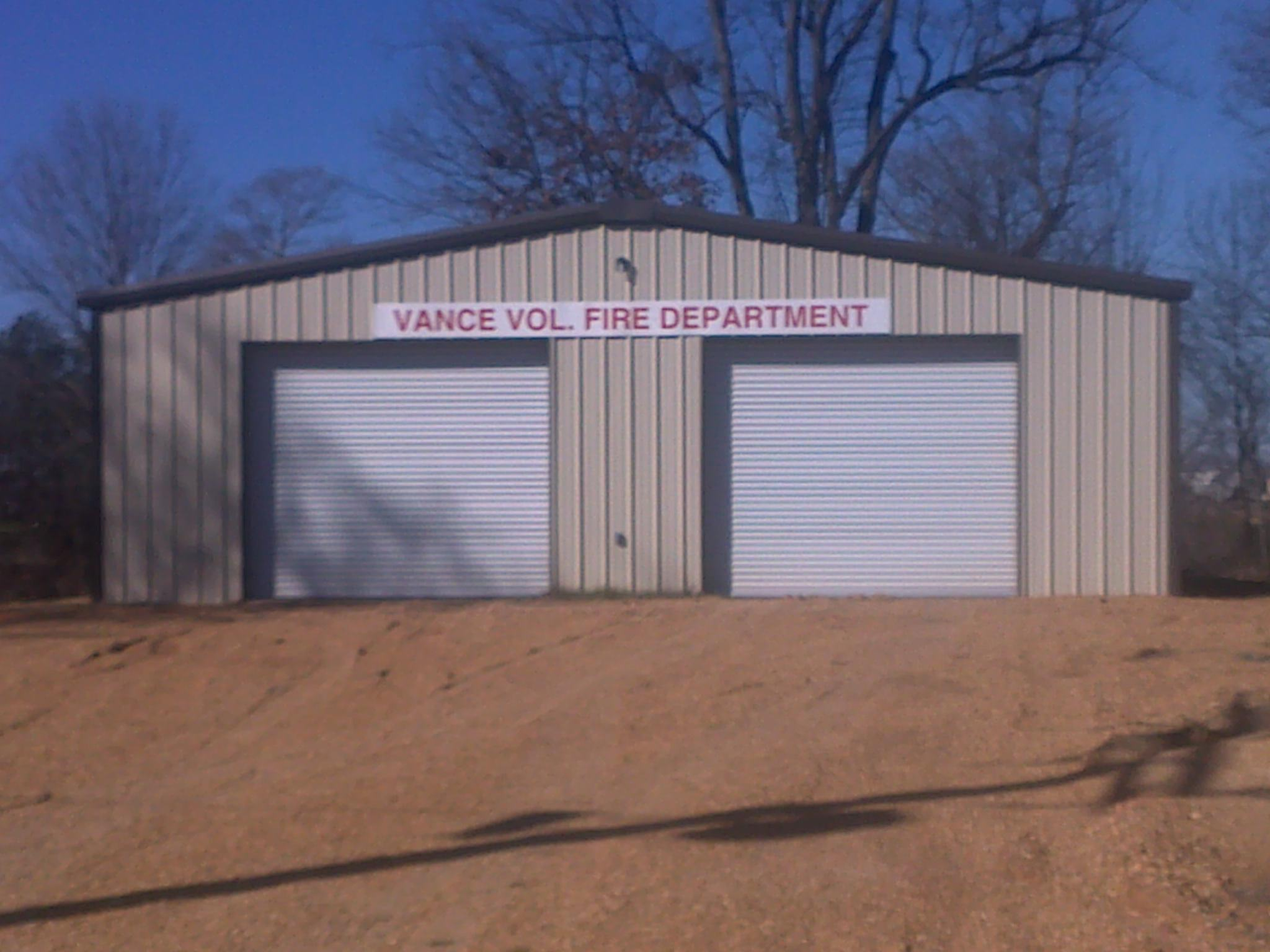